# José Ramón Maranzano
José Ramón Maranzano (* 27. November 1940 in Santiago del Estero) ist ein argentinischer Komponist.
Maranzano studierte an der katholischen Universität von Buenos Aires bei Alberto Ginastera, Gerardo Gandini, Roberto Caamaño und Francisco Kröpfl. Er lebt als Musikkritiker und freischaffender Komponist in Buenos Aires. Neben kammermusikalischen Werken komponierte er sinfonische Studien, eine Musik für Orchester, eine Kantatensinfonie und Chorwerke a cappella, mit Orchester und mit elektronischen Instrumenten.

## Quelle
- Alfred Baumgartner: Propyläen Welt der Musik: die Komponisten, Band 3, Berlin, Frankfurt 1989, ISBN 3549078331, S. 542

| Personendaten    | Personendaten            |
| ---------------- | ------------------------ |
| NAME             | Maranzano, José Ramón    |
| KURZBESCHREIBUNG | argentinischer Komponist |
| GEBURTSDATUM     | 27. November 1940        |
| GEBURTSORT       | Santiago del Estero      |